# موتور یدالله خالق‌پور چاه حسن
موتور یدالله خالق‌پور چاه حسن یک منطقهٔ مسکونی در ایران است که در دهستان جازموریان واقع شده‌است. موتور یدالله خالق‌پور چاه حسن ۲۸ نفر جمعیت دارد.